# Сальто назад
Сальто назад — український музичний гурт, який співає в стилях регі, хіп-хоп з елементами фанку, електронної музики, раггамафіну та інших музичних стилів. Заснований у 2011 році в Києві Сашою Табом (фронтмен), Іваном Клименком (МС/автор пісень, ініціатор створення) та Сергієм Сорокою (бітмейкер), у 2016 році залишив гурт та заснував свій сольний проєкт). У 2016 році гурт після перерви повернувся з оновленим складом та повністю звернувся до україномовної творчості.

## Історія
14 липня 2016 року гурт в оновленому складі одночасно із переходом на новостворений лейбл Rookodill'a випустив новий кліп на пісню «Не вмію», над яким спільно з режисером більшості кліпів гурту працювали режисери з Ізраїлю. Цей кліп увійшов до Топ-10 найефектніших українських кліпів 2016 року за версією телеканалу «Еспресо». 6 жовтня вийшов кліп на пісню «Тримати». 4 лютого 2017 року гурт переміг у півфіналі національного відбору до «Євробачення» з піснею «О, Мамо» та пробився до фіналу.

## Склад

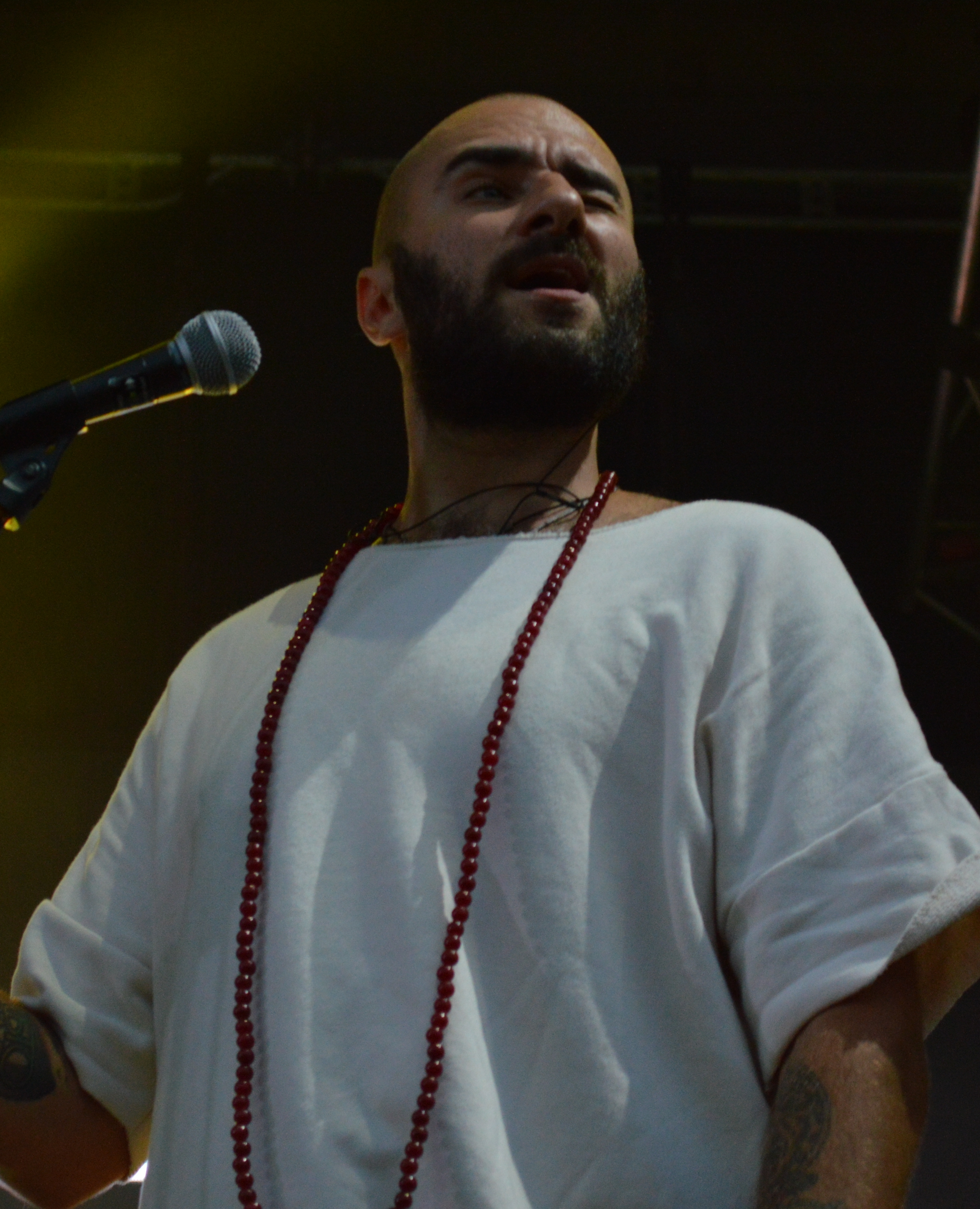
Олександр Слободяник на фестивалі MRPL City 2018

За час існування гурту його склад кілька разів змінювався, але кістяк гурту до 2016 року залишався незмінним:
- Олександр Слободяник — вокаліст, фронтмен;
- Іван Клименко — МС, автор пісень, репер, ідеолог проєкту;
- Сергій Сорока — бітмейкер, аранжувальник, у 2016 році залишив гурт;

До переформатування у 2016 році складалася із шести учасників, серед яких окрім перелічених вище були:
- Слава Гудим — гітарист;
- Олександр Семушин — гітарист;
- Роман Драбина — сесійний саксофоніст;

Наразі до складу гурту входить також:
- Сандра Самбо;

Оскільки за регламентом Євробачення в групі необхідна участь 6 осіб, то до її складу також увійшли декілька бек-вокалістів.

## Дискографія

### Альбоми
- 2013 — «Дерево» [Архівовано 27 квітня 2017 у Wayback Machine.]
- 2014 — «Дім» [Архівовано 27 квітня 2017 у Wayback Machine.]
- 2019 — «Діти» [Архівовано 16 червня 2020 у Wayback Machine.]